# Ballets Russes de Monte-Carlo
Ballets Russes de Monte-Carlo (Ballets Rusos de Montecarlo) fue una compañía de ballet con sede en la capital monegasca creada a la muerte de Serguéi Diáguilev en 1929 y tras la disolución de su legendaria compañía, los Ballets Rusos. Bajo la dirección de los empresarios René Blum y Coronel de Basil (Vasili Grigórievich Voskresenski) la nueva compañía se proponía mantener vivo el repertorio de los Ballets Rusos y continuar su tradición artística. Para ello contaron con algunos de los más cercanos colaboradores de Diáguilev como Serge Grigóriev, su director de escena, Borís Kojnó, su libretista y sus coreógrafos George Balanchine y Léonide Massine. Entre los bailarines se unieron a la compañía veteranos de la época Diáguilev como Liubov Chernyshova (también maestra de ballet), Alexandra Danílova, Léon Voizikovsky, Felia Dubrovska, y nuevos elementos como las llamadas Baby Ballerinas Tamara Tumánova, Irina Barónova, Tatiana Riabouchinska, y los bailarines André Eglevsky, David Lichine y Paul Petroff.

## Los Ballets Rusos de Montecarlo de 1932 a 1935
Después de presentarse en la Ópera de Montecarlo la compañía debutó con gran éxito en París en el Théâtre des Champs Élysées, el 9 de junio de 1932. En su programa incluía por un lado los ballets Jeux d´enfants (mús. Bizet, esc. Miró) y Scuola di ballo (mús. Boccherini) de Massine, y por el otro Cotillon (mús. Chabrier, esc. Bérard) y Concurrence (mús. Auric, esc. Derain) de Balanchine. Al triunfo parisino siguió en 1933 una gira por capitales europeas, entre ellas Barcelona y Londres. Allí en el Alhambra Theatre la compañía reavivó el entusiasmo de los balletómanos con reposiciones de los clásicos Las Sílfides, Petrushka, las Danzas polovtsianas de El príncipe Ígor y otros. También despertó el interés por ballets nuevos de Massine como Les Présages (mús. Chaikovski) y Choreartium (mús. Brahms). Massine acababa de asumir la titularidad coreográfica de la compañía sustituyendo a Balanchine, que llevándose consigo a Kojnó y a Tumánova decidió unirse en París a los Ballets 1933, un proyecto vanguardista que corta vida. A estas convulsiones debidas a discrepancias entre los directores Blum y De Basil siguió una extensa gira por Estados Unidos que condujo a la casi quiebra de la compañía y a su escisión.

## La ruptura de los Ballets Rusos de Montecarlo
Blum rompió con su socio De Basil en 1935 y fundó su propia troupe, el Ballet de Monte-Carlo (Ballet de Montecarlo) con Massine de coreógrafo, mientras De Basil con Lichine de coreógrafo principal dio a su compañía el nombre de Ballets Russes du Colonel de Basil (Ballets Rusos del Coronel de Basil). En los años hasta el estallido de la Segunda Guerra Mundial (1939) ambas compañías compitieron entre sí, arrebatándose la una a la otra los bailarines, los coreógrafos y los colaboradores. En estos años prebélicos De Basil ofreció a Lichine la oportunidad de convertirse en un coreógrafo por mérito propio, llevó con extensas giras el mensaje del ballet a lugares recónditos de los Estados Unidos y Australia y consiguió que el veterano coreógrafo Michel Fokine creara para él algunos ballets como Cendrillon (mús. d´Erlanger, 1938) y Paganini (mús. Rajmáninov, 1939). La guerra sorprendió a los Ballets Rusos del Coronel de Basil iniciando otra de sus varias giras a Australia, donde según Lifar «perdieron todas sus estrellas, toda su gloria, todo excepto su nombre y el repertorio de los antiguos Ballets Rusos de Montecarlo».
Mientras tanto la compañía rival, el Ballet de Montecarlo de René Blum, más estable en su sede monegasca se centró en el trabajo de su coreógrafo estrella Massine que entre 1938 y 1943 creó un extenso repertorio y llevó a sus últimas consecuencias su concepto del «ballet sinfónico». Durante los años de guerra los artistas de la compañía de De Basil se dispersaron. Algunos volvieron a Montecarlo donde encontraron refugio en el ballet de la Ópera. Allí también buscaron asilo numerosas gentes del ballet que huían de París bajo la ocupación militar. De este modo se crearon las condiciones propicias para el resurgir de un Nuevo Ballet de Montecarlo (Nouveau Ballet de Monte-Carlo) fundado y animado por Serge Lifar entre 1944 y 1947, que sería la matriz para el Grand Ballet du Marquis de Cuevas.
En 1941 durante la Ocupación, René Blum fue detenido en París y deportado a Auschwitz donde murió en 1942. El Coronel de Basil murió en París en 1951.
Las peripecias de los Ballets de Montecarlo y el ambiente del mundo del ballet de aquel tiempo han inspirado la película inglesa Las zapatillas rojas (The Red Shoes) de los directores Michael Powell y Emeric Pressburger.